# Kościół Matki Bożej Różańcowej w Dzierżążnie Wielkim
Kościół pw. Matki Bożej Różańcowej w Dzierżążnie Wielkim – zabytkowy, drewniany kościół poświęcony 1 września 1945 roku, należący do dekanatu Trzcianka, diecezji koszalińsko-kołobrzeskiej, we wsi Dzierżążno Wielkie, w powiecie czarnkowsko-trzcianeckim, w województwie wielkopolskim.
Szachulcowy kościół w Dzierżążnie Wielkim, ufundowany przez podkomorzego poznańskiego Piotra Czarnkowskiego, został zbudowany w 1595 roku jako świątynia ewangelicka.

## Architektura
Ma konstrukcję słupowo-ramową. Budynek salowy, orientowany, bez wyodrębnionego prezbiterium. Późnorenesansowy ołtarz główny wyposażony we współczesne elementy z wykorzystaniem starszych, w tym wczesnobarokowych uszaków. Jednokalenicowy dach pokryty dachówką. Oszalowana wieża konstrukcji słupowej ustawiona asymetrycznie. W wieży dzwon z 1608 roku, wykonany przez stargardzkiego ludwisarza Joahima Karstede. W kościele znajduje się prospekt organowy z drugiej połowy XIX wieku.